# Benløse Skole
Benløse Skole var en folkeskole beliggende i Benløse med klassetrin fra 0. klasse til og med 9. klasse. 
Skolen havde en skolegård for 3. til 6. klasserne. Desuden havde den en gammel indergård for 0. til 2. klasse, hvor der var en legeplads og fodboldbaner. Ydermere var der den nye indergård for 7. til 9. klassetrin.
Der var et stort computerrum ved nye indergård, som alle elever kunne bruge i timerne, så var der også et lille computerrum ved 64/gangen, hvor 3.-6. klasserne holdt til.
Der var også et bibliotek, hvor alle kunne spille i frikvartererne og i timerne. Her kunne man også låne bøger. Der var også et natur og teknik-rum. Skolen havde desuden en gymnastiksal, som også blev brugt til gymnastik ud over idræt i skoletiden.
Inden skolen i 2012 blev sammenlagt med Asgårdsskolen til Byskovskolen, havde den ca. 500 elever.